# 絵日記

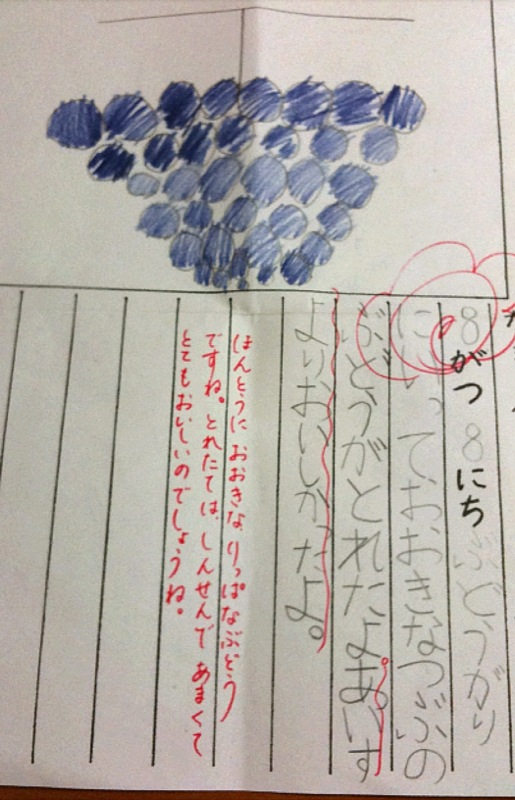
絵日記の一例。通常このように教師による添削・講評が書き加えられる。

絵日記（えにっき）は、絵入りで書き記す日記。

## 歴史
古くは平安時代から貴族によって書かれており、『源氏物語』「絵合」には、絵日記を見せようとする内容が含まれている。絵日記の内容は、須磨と明石の旅の情景を描いたもので、過去を振り返るために記したとしている（形態としては、交互絵巻の方式で、文書と画のスペースを別けている）。
近世江戸時代にもなると下級武士でも絵日記をつけるようになる。一例として、忍藩藩士の尾崎石城が文久元年（1861年）から翌年までの日常生活と多数の絵を描いた『石城日記』を残している。『石城日記 』の画と字の割合は、絵画が主体で文字は少なく、現代の絵日記帳のように画と字のスペースを区分していない。当時の日本人が誕生日の際、赤飯を食していたことなど、風俗がわかる。
絵師が題材探しや修業目的でつける例もあり、歌川広重は嘉永6年（1853年）の旅を『広重武相名所旅絵日記』として残している。菊川英山画の『神風日記』（藤岡市武井家所蔵）の場合、伊勢参りの記録が見られるが、やはり画の割合が大きく、近世期は画がメインとなっている。この他、河鍋暁斎が幕末から明治期にかけての絵日記を残している。
映像記録媒体の機械化、つまり、カメラなどの発展以前では、学者たちによって、異国の風俗・文化などを記録する手法とされた。一例として、明治のお雇い外国人のモースは、当時の日本が西洋文化を急激に吸収し、日本独自の文化が消えゆくことを想定し、事細かに日本の事象を描いた。『モースの日記』1879年5月9日条、神戸の事として、和船を写生することができたが、日本人が西洋船を習って建造しているため、このような船はもうすぐ消えるであろう、といった内容を書き残している（厳密には、日記とスケッチを『日本その日その日』と題した本にまとめたもの）。後代により日記とスケッチを一つの本として合わせた手法の例。
近代期の絵日記としては、明治生まれの炭鉱労働者である山本作兵衛の炭鉱画と日記（絵日記含む）がユネスコ記憶遺産（世界の記憶）として2011年に認定されるなど、史料価値として見直されている。
現代では、小学生が夏休みの宿題として課されることが多い。

## 宿題としての絵日記
かつては毎日書くのが普通であったが、近年は特定の日だけ数日分、夏休みの学習帳の中か、もしくはそのために用意された画用紙に書けばよいとする学校も出てきている。
アサガオやヘチマなど夏休みの自由研究の課題として、選んだ植物や動物の観察記録を絵日記のかたちで書くこともある。

## コンテストとしての絵日記
2001年～2004年の夏休みにJR西日本主催で鉄道旅行をテーマにした子供向けのコンテストを実施していた。